# Kastensystem in Sri Lanka
Das Kastensystem in Sri Lanka ist ein System der sozialen Schichtung, die vom alten Ceylon bis in die Kolonialzeit und später existierte. Die Spuren des Kastensystems sind im heutigen Sri Lanka immer noch zu sehen. Im Vergleich zu Indien ist es in mancher Hinsicht weniger bedeutend.
Es existieren parallele Kastensysteme bei den Singhalesen, den Sri-Lanka-Tamilen, den indische Tamilen und ansatzweise bei den muslimischen Moors.

## Geschichte
In vorgeschichtlicher Zeit gab es vier Stämme in Sri Lanka: Deva, Naga, Yaksha und Raksha. Die Deva lebten in Berggebieten im Osten von Sri Lanka. Die Naga Menschen lebten am Meer an der Westküste und die Yaksha Leute lebten im nordwestlichen Bereich von Sri Lanka. Nach der Ankunft von König Vijaya in Sri Lanka, wurde das Kastensystem in Sri Lanka nach der indischen Ideologie geboren.
Sobald ein Hindu geboren ist, wird er in die Kaste seiner Eltern eingeteilt. So ist er sein ganzes Leben an diese gebunden. Der einzige Weg, diesem Kastensystem zu entfliehen, ist aus der Religion zu konvertieren. Das Kastensystem unterteilt die Menschen in fünf verschieden klassifizierte Standesgruppen. Vielfach wird fälschlicherweise angenommen, dass der Hinduismus das Kastensystem vorschreibt. Jedoch ist dies nicht der Fall, denn die Menschen haben dieses System selbst etabliert. Die Kategorisierung wird sehr streng befolgt und es herrscht eine strikte Rangordnung unter den gläubigen Hindus, obwohl das Kastensystem gemäß der modernen indischen Verfassung verboten ist.
Bereits seit mehr als 2500 Jahren ist das Kastensystem auf Sri Lanka die bestimmende Sozialstruktur der Bevölkerung. Dieses wurde vom einheimischen Volk, den Ariern, eingeführt und diente zur Schichtung und Unterteilung der Gesellschaft in Klassen. Die Systeme in Sri Lanka sind vergleichbar mit denen in Kontinentalindien, sie besitzen jedoch einen niedrigeren Stellenwert im alltäglichen Leben. Hingegen ist die Bedeutsamkeit in der Religion und der Politik noch immer präsent. Dies kann auch in Form von symbolischen Werten auftreten. Aufgrund der verminderten Relevanz des Kastensystems in Sri Lanka wird die tamilische Gemeinschaft von Indern jedoch oft als «kastenlos» oder «kastenblind» betrachtet.
Das Kastensystem soll der herrschenden Elite vorwiegend dazu dienen, ihre Macht zu sichern. Dies erinnert an das einst in Europa verbreitete Konzept des Feudalismus. In der Bevölkerung von Sri Lanka herrschen mindestens drei große parallele Kastensysteme vor: die Singhalesische Gruppe, die Sri Lanka Tamil-Gruppe und die Gruppe der indischstämmigen Tamilen. Letztere dominieren den tamilischen Landesteil von Sri Lanka, wobei diese wiederum in viele weitere Untergruppen unterteilt werden können. Je nach Region gibt es demnach auch unterschiedliche Kastensysteme.

## Tamilische Kasten
Die Nordprovinz ist meistens dominiert  von der Vellalar-Kaste mit Ausnahme der Seeregionen, bei dem die Kaste Karaiyar in der Überzahl sind und rituelle Überlegenheit gegenüber den anderen Kasten aufweisen. In der Ostküste sind die Fischer-Kasten dominant, die rituelle Überlegenheit gegenüber anderen Kasten aufweisen mit Ausnahme der Vellalars. Mukkuvars (tiefere Fischerkaste), die in der Kastenordnung im Norden ganz unten sind, sind fast an der Spitze im Osten.
Vellalar ist die höchste Schicht der normalen Bevölkerung gefolgt von den Karaiyar. In der tamilischen Region von Sri Lanka gibt es heute 3 Hauptkasten (Bhramanar, Vellalar, Karaiyar), welche dann nochmals in viele Unterkasten aufgegliedert werden. Bhramanar, Vellalar, Karaiyar, Koviyar, Pallar, Nalavar und Parayar sind die Kasten, welche die meisten kennen. Bhramanar sind dabei die Priesterfamilien.
Die Unterkasten basieren eher auf den Arbeiten und Berufen, welche die Menschen ausüben. Zum Beispiel werden die Holzarbeiter «Tachar» genannt, die Töpfer «Kujavar», die Friseure «Ampaddar», um nur einige anzuführen, und so bildet jede klassische Berufsgruppe ihre Unterkasten.

### Nördliche Kasten
- Agamudaiar oder Landbesitzer, fusioniert mit Vellalar
- Chettiar oder Händler, fusioniert mit Vellalar
- Idayar oder Hirten, fusioniert mit Koviar
- Kadeyar oder Kalkverbrenner, nicht mehr gefunden
- Karaiyar oder Seeleute und Küstenlandbesitzer[4][5][6]
- Keerai Thuraimar oder Oberherr: Hohe Kaste in Sri Lanka, direkte Diener der Aryachakravarthi-Familie, nur sehr wenige Familien übrig
- Koviar oder Landbesitzer, traditionelle Landwirte und Tempelarbeiter, hohe Kaste in Jaffna[7]
- Madapalli oder Tempelkoch, fusioniert mit Vellalar
- Mukkuvar oder Landbesitzer, Fischer und Landwirtschaftsarbeiter
- Maravar oder Krieger und Landbesitzer, sehr wenige Familien übrig, fusioniert mit Vellalar, einige mit Karaiyar
- Mukguhar oder Landbesitzer, Bootsbesitzer, Landwirtschaftsarbeiter
- Nalavar oder Palmweinsammler
- Pallar/Mallar oder Landwirtschaftsarbeiter
- Palliwilli oder Fischer
- Pandaram oder Poosari, niedrigkastige Priester kleiner Tempel, die einfache Opferrituale (Tamil archana) durchführen
- Paraiyar oder Begräbnistrommler
- Paravar oder Fischer und Perlentaucher
- Piramanar, Iyer oder Brahmin, Hohe Kaste in Sri Lanka
- Nadar, sehr wenige Familien
- Sempadavar oder Fischer
- Siviar oder Palanquinträger, leben in Jaffna Aquirala
- Thanakarar oder königliche Arbeiter, nicht mehr gefunden
- Thimilar oder Landwirt und Fischer
- Thurumbar Wäscher für Nalavar und andere niedrige Kasten.
- Vadugar oder Krieger, nicht mehr gefunden, die meisten fusioniert mit Karaiyar[5][6]
- Vellalar oder Landwirtschaftliche Landbesitzer, hohe Kaste in Sri Lanka
- Saiva Kurukkal oder nicht-Brahmanen Priester, hohe Kaste in Jaffna

Es gibt eine spezielle Kategorie, genannt Kudimakkal:
- Navidar oder Ampattar oder Friseure
- Koller oder Schmied
- Tattar oder Goldschmied
- Kannar oder Messinghersteller, nicht mehr gefunden
- Thatcher oder Tischler
- Sitper oder Maurer, nicht mehr gefunden
- Paner' oder Schneider, nicht mehr gefunden
- Vaanikar oder Ölarbeiter, nicht mehr gefunden
- Kussavar oder Töpfer
- Wannar oder Wäscher

### Östliche Kasten
- Khaikulavar oder Sengunthar
- Karaiyar oder Landbesitzer und Fischer
- Mukkuvar oder Landbesitzer, Fischer und Landwirtschaftsarbeiter
- Seerpatha vellalar oder Landbesitzer
- Tattar oder Goldschmied
- Thanakkarar
- Thatcher oder Tischler
- Thimilar oder Landbesitzer, Fischer und Landwirtschaftsmitarbeiter
- Vanniar oder Landbesitzer
- Vellalar oder Landbesitzer
- Vettar oder Jäger

Eine spezielle Kategorie genannt Siraikudi oder versklavte Gruppen ähnlich dem Nördlichen Kudimakkal:
- Matular'
- Koil Pandaram' oder Einheimischer Priester
- Pandarappillai oder Einheimischer Priester
- Kussavar oder Töpfer
- Koller oder Schmied
- Mutalikal
- Valipan
- Nampikal
- Wannar oder Wäscher
- Navidar/Ampattar oder Friseur
- Pallar oder Hirte, Landarbeiter & traditionelle Landwirtschaftsarbeiter
- Paraiyar oder Trommler
- Koviar' oder Tempelarbeiter
- Tavacikal
- Kataiyar